# Mequon
Mequon és una població dels Estats Units a l'estat de Wisconsin. Segons el cens del 2000 tenia 21.823 habitants.

## Demografia
Segons el cens del 2000, Mequon tenia 21.823 habitants, 7.861 habitatges, i 6.406 famílies. La densitat de població era de 182,5 habitants per km².
Dels 7.861 habitatges en un 38% hi vivien nens de menys de 18 anys, en un 74,8% hi vivien parelles casades, en un 4,8% dones solteres, i en un 18,5% no eren unitats familiars. En el 16,1% dels habitatges hi vivien persones soles el 7,4% de les quals corresponia a persones de 65 anys o més que vivien soles. El nombre mitjà de persones vivint en cada habitatge era de 2,75 i el nombre mitjà de persones que vivien en cada família era de 3,09.
Per edats la població es repartia de la següent manera: un 28,1% tenia menys de 18 anys, un 4,2% entre 18 i 24, un 22,9% entre 25 i 44, un 31,2% de 45 a 60 i un 13,6% 65 anys o més.
L'edat mediana era de 42 anys. Per cada 100 dones de 18 o més anys hi havia 93,8 homes.
La renda mediana per habitatge era de 90.733 $ i la renda mediana per família de 101.793 $. Els homes tenien una renda mediana de 72.762 $ mentre que les dones 40.280 $. La renda per capita de la població era de 48.333 $. Aproximadament l'1,3% de les famílies i l'1,7% de la població estaven per davall del llindar de pobresa.

## Poblacions més properes
El següent diagrama mostra les poblacions més properes.